# Allophylus stenodictyus
Allophylus stenodictyus är en kinesträdsväxtart som beskrevs av Ludwig Radlkofer. Allophylus stenodictyus ingår i släktet Allophylus och familjen kinesträdsväxter. Inga underarter finns listade i Catalogue of Life.